# Українці в Республіці Сербській

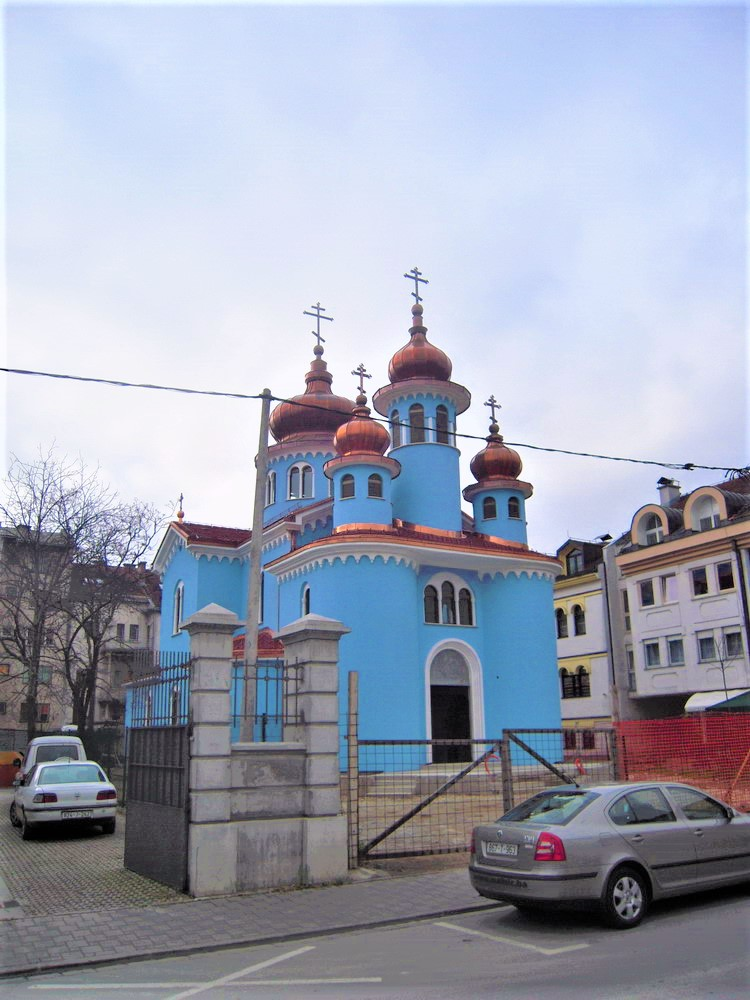
Український греко-католицький храм Христа Царя, Баня-Лука

Українці в Республіці Сербській (серб. Украјинци у Републици Српској / Ukrajinci u Republici Srpskoj) — громадяни українського походження, які проживають і працюють на території Республіки Сербської. Українці визнані однією з 12 національних меншин Республіки Сербської, їхні інтереси захищає Рада національних меншин Республіки Сербської. У Республіці Сербській проживає 2197 українців: 350 осіб проживають у місті Трнополе.

## Діяльність громади
Українці становлять досить значну національну меншину в Республіці Сербській: вони проживають переважно в містах Баня-Лука, Прнявор, Козарац, Трнополе, Дервента, Лакташі, Градишка і Србац. Переселилися на територію Республіки Сербської із Західної Галичини в кінці XIX — початку XX століття. У післявоєнні роки на території СР Боснії і Герцеговини проживало близько 12 тисяч українців; до 1991 року їхнє число скоротилося до 7,5 тисяч осіб, а в даний час по всій Боснії їх всього 3 тисячі. В українському селі Деветина (громада Лакташі) працювала українська школа імені Тараса Шевченка. У 1990 році поруч з церквою Прнявора відкрився найбільший український культурний центр в СР Боснії, де зараз діють розважальні та освітні програми, а також щорічно читається курс української мови. У комплексі також є бібліотека української літератури, етно-монографічний та історичний музей. У 2008 році з нагоди сторіччя початку української просвітницької діяльність у селищі Насеобина-Лишня встановлений пам'ятник першій українській школі і читальному залу на Балканах. Сучасні українці зберігають свою приналежність до етносу, оберігають свою культуру і мову. Богослужіння ведуться українською мовою, також поширюються періодичні видання українською. За даними церковних записів, українці перестали осідати в 1935 році на території сучасної Республіки Сербської.

## Релігія
Українці в Республіці Сербській сповідують переважно грекокатолицизм (98 %), є дуже невелика православна меншість (2 %) з села Хрвачани. У Прняворе в 1937 році був зведений український православний монастир, зруйнований в 1968 році як застарілий. У Республіці Сербській налічується велика кількість культових та релігійних споруд української громади: одним з найважливіших є кафедральний собор Царя Христа в Баня-Луці (приход створений в 1917 році). Грекокатолицькі храми є у містах Баня-Лука, Трнополе, Прнявор, Брезик, Бошковичі, Гаєви, Горні-Детлак, Дервента, Деветина, Яблан, Хрвачани, Марічка, Доні-Срджевичі, Селіште, Діброва-Стара, Церовляни, Лішня, Брджани і Ресавац. Православні українці відвідують богослужіння в храмі УПЦ МП в селі Хрвачани.

## Товариства
- Культурно-освітнє товариство українців імені Тараса Шевченка (Баня-Лука)
- Товариство українців «Козак» (Трнополе)
- Культурно-освітнє товариство імені Тараса Шевченка (Прнявор)
- Культурно-освітнє товариство українців «Червона калина» (Насеобина-Лишня)
- Українське молодіжне товариство «Україна» (Прнявор)
- Українська матиця Республіки Сербської
- Товариство українців громади Градишка «Верховена»

## Відомі особистості
- Дубравка Мацанович, делегат Віче народу Республіки Сербської IV скликання.
- Йосип Ступяк, уродженець Прнявора, воював в Армії Республіки Сербської під час Боснійської війни і загинув в бою; у 2016 році його ім'ям назвали вулицю в Прняворі[6].

## См. також
- Українці в Сербії
- Українська діаспора в Боснії і Герцеговині
- Населення Республіки Сербської